# Sonnen Bassermann
Sonnen Bassermann ist eine deutsche Marke für Suppen, Eintöpfe und Fertiggerichte.

## Überblick
Der Grundstein für das Unternehmen wurde 1896 gelegt. Im Laufe der Jahre waren die später vereinten Marken Sonne und Bassermann maßgeblich an der Entwicklung von Konserven und Fertiggerichten beteiligt und brachten beispielsweise im Jahr 1986 erstmals Menüs in mikrowellengeeigneten Plastikschalen auf den Markt. Nach einer wechselvollen Firmengeschichte ist die Marke Sonnen Bassermann seit Frühjahr 2012 im Besitz des niederländischen Lebensmittelkonzerns Struik Foods Europe. An Struik wiederum ist seit 2016 der ebenfalls niederländische Kalbfleischkonzern VanDrie Group mit einem erheblichen Anteil beteiligt. Seit 2020 gehört Struik und damit auch die Marke Sonnen Bassermann zur Zwanenberg Food Group.

## Geschichte

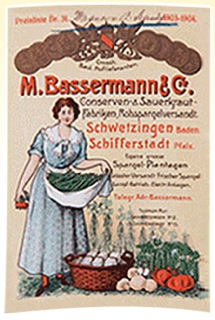
Konservenfabrik Bassermann & Co

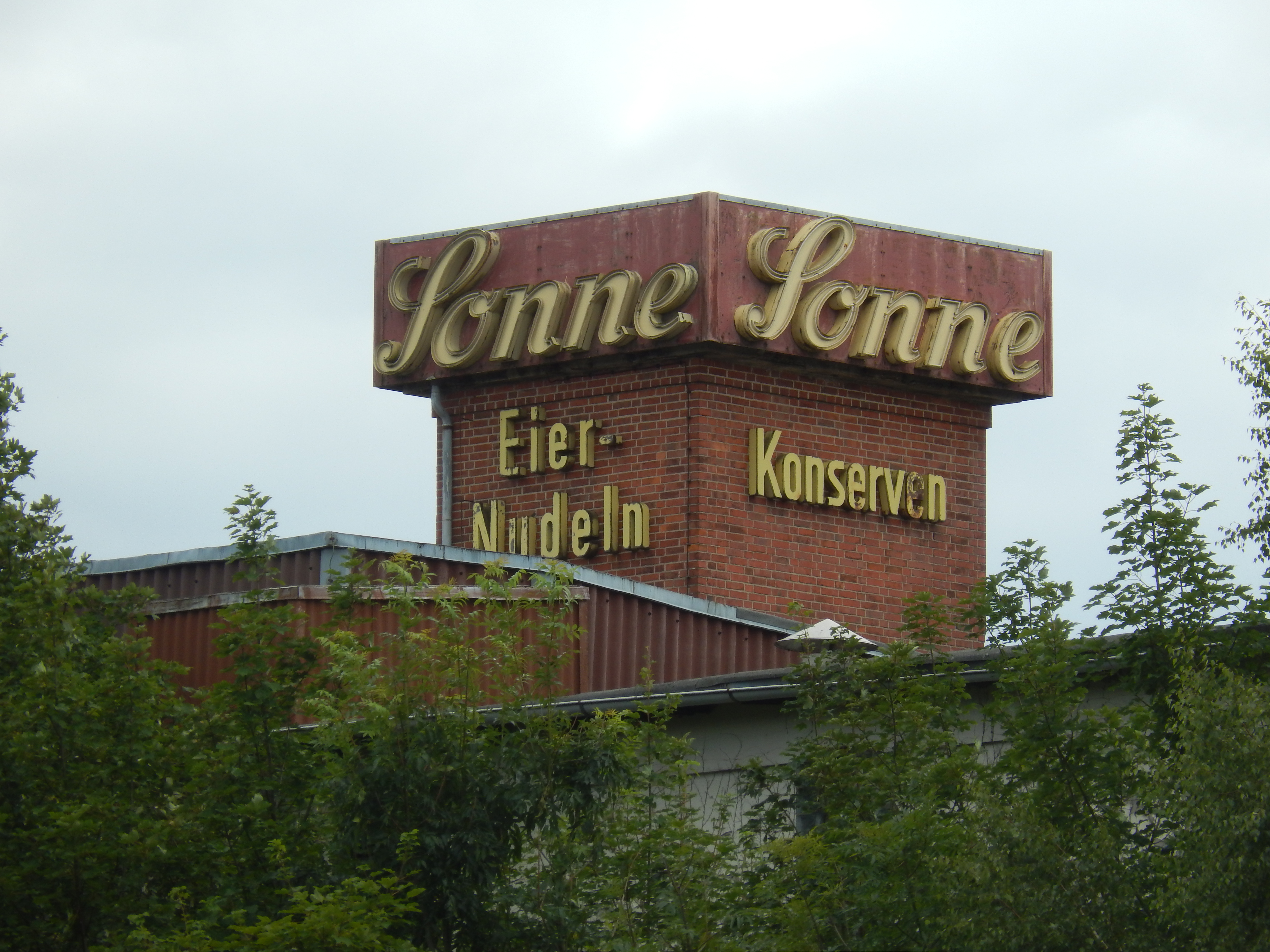
Werbung für Marke Sonne in Seesen.

Nach der Erfindung der Konservendose durch Nicolas Appert aus Zweibrücken und deren Verbreitung in Deutschland füllte 1884 der pensionierte Eisenbahnbeamte Heinrich Sieburg erste einzelne Gemüsekonserven ab. Ermutigt durch die positive Resonanz, wurde die Firma Sieburg & Co. zur Herstellung von Obst- und Gemüsekonserven gegründet und meldete 1890 beim „Herzoglichen Amtsgericht“ zu Seesen die Fabrikmarke „Sonne“ an. Weitere sechs Jahre danach wurde die Marke im neuen Kaiserlichen Patentamt eingetragen. Zunächst war die Konservenproduktion Handarbeit. Erst 1893 hielten einfache Produktionsmaschinen im Werk Einzug.
Eine ähnliche Entwicklung durchlief zu dieser Zeit auch die Konservenfabrik „Bassermann“ in Schwetzingen/Baden, die schon 1903 zu den Hoflieferanten des Großherzogs von Baden zählte. Gegründet 1875 von Maximilian Ludwig Bassermann und Heinrich Wittmann, wurde am 18. Juli 1896 ein Zwerg als Firmenzeichen für Bassermann eingetragen. Anfangs konservierte die Firma Schwetzinger Spargel in Gläsern, die Produktion wurde bald auf Feingemüse in Dosen umgestellt.
Vor dem Ersten Weltkrieg beschäftigte die Konservenfabrik „Sonne“ in Seesen bereits rund 150 Mitarbeiter. Ein fester Außendienst vermarktete die Produkte in Berlin, Leipzig und Danzig. 1931 erfolgte die Übernahme des Unternehmens „Bassermann“ – beide Marken blieben zunächst erhalten. Während die Marke „Sonne“ in Nord-, Ost- und Westdeutschland auftrat, wurden „Bassermann“-Produkte in Mittel- und Süddeutschland vertrieben.
Während des Zweiten Weltkriegs beschäftigte die Firma Bassermann, im so genannten Lager H, Zwangsarbeiter.
Vor der endgültigen Markenzusammenführung zu „Sonnen Bassermann“ 1968/69 wurden 1952 die ersten Nassfertiggerichte in der Konservendose eingeführt, wie z. B. Ravioli in Tomatensauce. 1970 kam das „Menü aus 2“ auf den Markt, das die Trennung von Fleisch/Sauce und der Beilage enthielt. Auch die bis heute bekannten Suppen und Eintöpfe wurden in jenem Jahr erstmals unter der Marke „Sonnen Bassermann“ produziert. 1986 folgten erste Menüs in mikrowellengeeigneten Plastikschalen.
Noch im selben Jahr wurde das Familienunternehmen von der französischen BSN-Gruppe – später Danone – übernommen. Im Jahr 1999 folgte die Übernahme durch H. J. Heinz Company, Pittsburgh, USA. Heinz verordnete dem Unternehmen eine umfassende Qualitätsoffensive: Rezepturen und Verpackungsdesigns wurden optimiert. Sonnen Bassermann war nach eigenen Angaben der erste Hersteller, der für Fertiggerichte den Geschmacksverstärker Glutamat nicht mehr verwendete. Stattdessen kamen Hefe und Hefeextrakte zum Einsatz. Im Frühjahr 2012 übernahm schließlich der in den Niederlanden ansässige Lebensmittelkonzern Struik Foods Europe die Marke Sonnen Bassermann mit der Produktionsstätte Bekina in Beelitz, wobei der Standort Seesen aufgegeben wurde. Der Standort Beelitz wurde im Herbst 2019 aufgegeben und die Produktion in die Niederlande verlagert.
Seit 2020 gehört Struik und damit auch die Marke Sonnen Bassermann zum niederländischen Lebensmittelkonzern Zwanenberg Food Group. 2023 erschienen die Produkte von Sonnen Bassermann im neuen Look in den Regalen des Handels. Qualität und Geschmack wurden verbessert, zudem sorgt das neue Design für mehr Aufmerksamkeit im Regal. In demselben Jahr wurde das Sortiment um konzentrierte Suppen, Asia-Fertigsaucen und Kartoffelgratin-Saucen erweitert.

## Produktpalette
Die deutsche Marke Sonnen Bassermann blickt auf eine Markenartikel-Tradition von fast 130 Jahren zurück. Sonnen Bassermann steht heutzutage nach wie vor für die traditionelle, deutsche Küche. Die Suppen und Eintöpfe werden in verschiedenen Größen produziert. Zudem werden unter der Marke Sonnen Bassermann Fertiggerichte in mikrowellen-geeigneten Mehrkammerschalen hergestellt. Ein weiterer Klassiker ist das Apfelmus. Darüber hinaus wurde 2023 das Sortiment um Kartoffelgratin-Saucen, Asia-Fertigsaucen und konzentrierte Suppen erweitert.